# Gnorimopsar chopi
Gnorimopsar chopi là một loài chim trong họ Icteridae.